# Gorenje Kronovo
Gorenje Kronovo je naselje v Občini Novo mesto.